# Srednje Bitnje
Srednje Bitnje so naselje v Mestni občini Kranj.